# Čevljarski most
Čevljarski most (tudi Šuštarski most) je eden izmed ljubljanskih mostov, ki prečkajo reko Ljubljanico in sicer na mestu, kjer se reka najbolj približa Grajskemu griču in je tudi najožja struga.

## Zgodovina
Prostor, kjer danes stoji Čevljarski most, je bil že dolgo pomembno stičišče treh trgov mesta. Sprva je bil tu postavljen lesen Zgornji most ali Novi most (glede na Spodnji most dolvodno po Ljubljanici - današnje Tromostovje), ki je bil drugi najstarejši most v Ljubljani. Povezoval je Mestni, Stari in Novi trg. Zaradi ozkih ulic z Novega trga, so širok most uporabili za gospodarske namene. Robove mostu so zasedli mesarji, po katerih je dobil tudi novo ime - Mesarski most. S širitvijo mesta je postal Mesarski most neprimeren, saj je voda, v kateri so prali in čistili meso, tekla skozi mestno jedro in je zato predstavljala veliko nevarnost epidemij. Zato so leta 1614 mesarje preselili ob reko pod cerkev sv. Nikolaja v bližino sedanjega Zmajskega, nekaj časa Mesarskega mostu. 
Ko je leta 1864 (ali 1854) Novi most zgorel, so ponovno postavili lesenega in nanj namestili kolibe, tokrat za čevljarje. Od takrat je most znan kot Šuštarski most (nem. Schuster - čevljar). Na mostu, med čevljarskimi kolibami, je stal Kristusov kip. Prenesli so ga v cerkvi sv. Florijana.
V 19. stoletju, leta 1867, so stari leseni most nadomestili z litoželeznim, odlitim v Dvoru. Po takratnem županu Janezu Nepomuku Hradeckem je dobil ime Hradeckega most.

## Sedanji most
Ob koncu dvajsetih in začetku tridesetih let 20. stoletja je Plečnik narisal načrte za nov betonski most, ki bi naj bi upošteval izhodišča starega Čevljarskega mostu s stojnicami ali delavnicami ob straneh, vendar se je kasneje odločil za trg nad vodo: ravno mostno ploščo na dveh nosilcih razpetine po 11,20 m (dolžina mostu je 27,30 m), širina vozišča je bila 7,0 m z obojestranskima pločnikoma po 1,975 m. Mostna ograja je balustrada s stebrički v petih poljih med kvadratastimi piloni in stebri, ki imajo kapitele in manjše krogle na vrhu. Voziščna plošča je v sredini podprta z dvoločno konstrukcijo, na katere konzolnem delu stojita poudarjena stebra s kapiteloma. Na vrhu imata triglavo svetilko, zavarovano z bronastimi konicami. Most so zgradili leta 1931, prometu je bil predan 4. 7. 1932 (kolavdacijski zapisnik).  
Stari, litoželezni most so tedaj prenesli na novo lokacijo na Zaloško cesto pri Porodnišnici, kjer se ga je kasneje prijelo ime Mrtvaški most. Umestitev in svetilke ob straneh je zasnoval Plečnik.
V 90. letih 20. stoletja so most temeljito prenovili, statično utrdili in zamenjali dotrajane betonske balustrade (nadzor konservatorjev LRZVKD). Originalne stebre so preselili v Plečnikov muzej v Trnovo. Na mostu in ob tem na ponovno tlakovanem Cankarjevem nabrežju se je uveljavil ljubljanski bolšji sejem. Po pretlakovanju Brega so ga preselili na levi breg Ljubljanice.